# L'Isle-de-Noé
Pour les articles homonymes, voir L'Isle.
L'Isle-de-Noé (L'Isla en gascon) est une commune française située dans le département du Gers en région Occitanie.
L'Isle-de-Noé est une commune rurale qui compte 543 habitants en 2022. Elle fait partie de l'aire d'attraction d'Auch. Sur le plan historique et culturel, la commune est dans le pays d'Astarac, un territoire du sud gersois très vallonné, au sol argileux, qui longe le plateau de Lannemezan.
Exposée à un climat océanique altéré, elle est drainée par la Petite Baïse, la Baïse, l'Auloue et par divers autres petits cours d'eau.
Le patrimoine architectural de la commune comprend un immeuble protégé au titre des monuments historiques : le château, classé en 1981.

## Géographie

### Localisation
Commune gersoise de l'Astarac proche de Montesquiou.

### Communes limitrophes
Les communes limitrophes sont  Barran, Estipouy, Lamazère, Mirannes, Montesquiou, Mouchès et Saint-Jean-le-Comtal.
| Mirannes    | Barran        |                      |
| Montesquiou | L'Isle-de-Noé | Saint-Jean-le-Comtal |
| Estipouy    | Mouchès       | Lamazère             |

### Géologie et relief
L'Isle-de-Noé se situe en zone de sismicité 2 (sismicité faible).

### Hydrographie

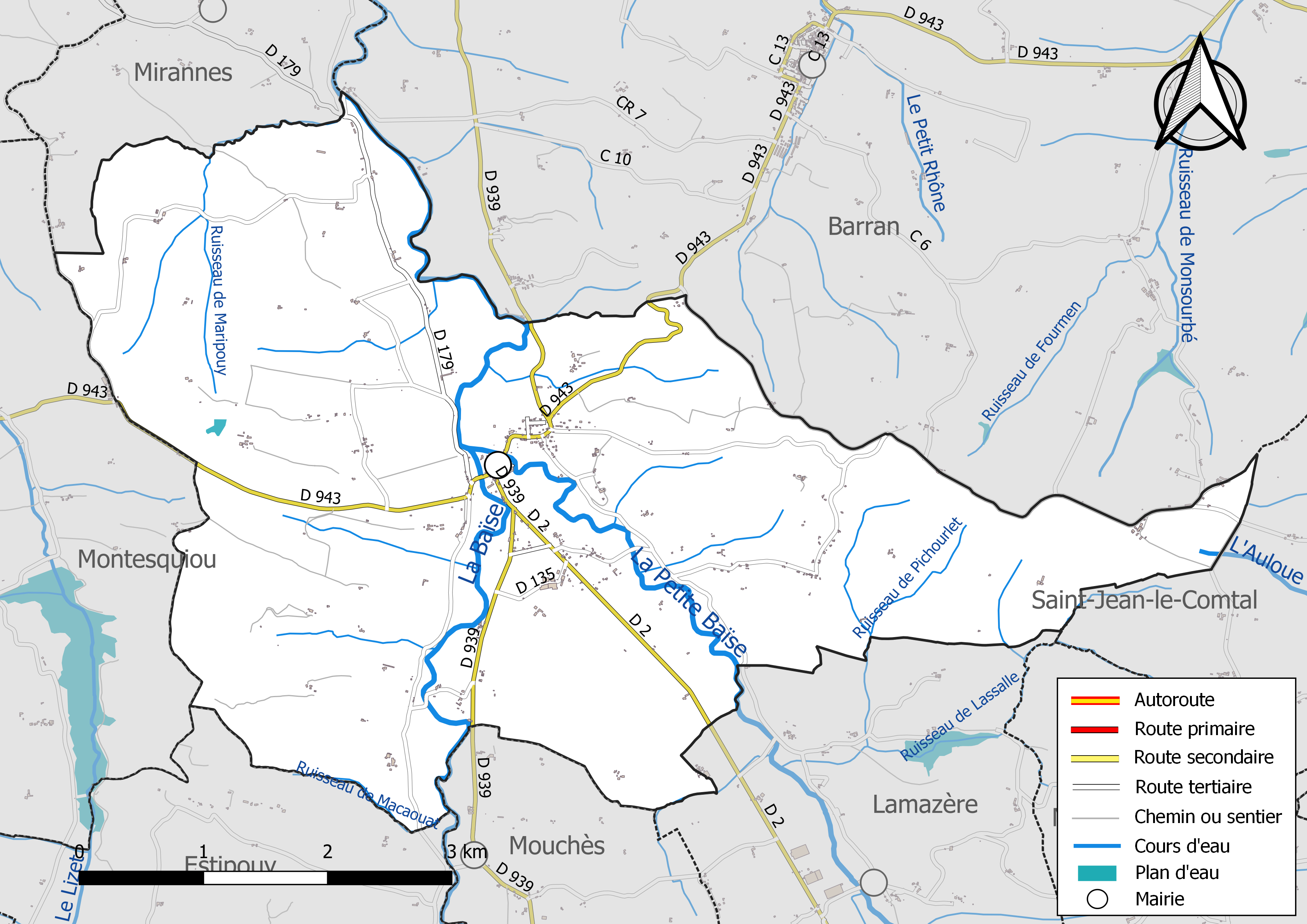
Réseaux hydrographique et routier de l'Isle-de-Noé.

La commune est dans le bassin de la Garonne, au sein du bassin hydrographique Adour-Garonne. Elle est drainée par la Baïse, la Baïse, l'Auloue, le ruisseau de Lassalle, le ruisseau de Macaouat, le ruisseau de Maripouy, le ruisseau de Pichourlet et par divers petits cours d'eau, qui constituent un réseau hydrographique de 29 km de longueur totale,.
La Baïse, d'une longueur totale de 187,6 km, prend sa source dans la commune de Capvern et s'écoule vers le nord. Elle traverse la commune et se jette dans la Garonne à Saint-Léger, après avoir traversé 52 communes.
La Petite Baïse, d'une longueur totale de 74,8 km, prend sa source dans la commune de plateau de Lannemezan et s'écoule vers le nord. Sous le nom de Baïse Devant elle se jette dans la Baïse à L'Isle-de-Noé.
L'Auloue, d'une longueur totale de 45,4 km, prend sa source dans la commune et s'écoule vers le nord. Il traverse la commune et se jette dans la Baïse à Valence-sur-Baïse, après avoir traversé 16 communes.

### Climat
Pour des articles plus généraux, voir Climat de l'Occitanie et Climat du Gers.
En 2010, le climat de la commune est de type climat du Bassin du Sud-Ouest, selon une étude s'appuyant sur une série de données couvrant la période 1971-2000. En 2020, Météo-France publie une typologie des climats de la France métropolitaine dans laquelle la commune est exposée à un climat océanique altéré et est dans la région climatique Aquitaine, Gascogne, caractérisée par une pluviométrie abondante au printemps, modérée en automne, un faible ensoleillement au printemps, un été chaud (19,5 °C), des vents faibles, des brouillards fréquents en automne et en hiver et des orages fréquents en été (15 à 20 jours).
Pour la période 1971-2000, la température annuelle moyenne est de 13,3 °C, avec une amplitude thermique annuelle de 15,5 °C. Le cumul annuel moyen de précipitations est de 802 mm, avec 10,1 jours de précipitations en janvier et 6,3 jours en juillet. Pour la période 1991-2020, la température moyenne annuelle observée sur la station météorologique la plus proche, située sur la commune de Mirande à 8 km à vol d'oiseau, est de 13,6 °C et le cumul annuel moyen de précipitations est de 818,5 mm,. Pour l'avenir, les paramètres climatiques de la commune estimés pour 2050 selon différents scénarios d'émission de gaz à effet de serre sont consultables sur un site dédié publié par Météo-France en novembre 2022.

### Milieux naturels et biodiversité
Aucun espace naturel présentant un intérêt patrimonial n'est recensé sur la commune dans l'inventaire national du patrimoine naturel,,.

## Urbanisme

### Typologie
Au 1er janvier 2024, L'Isle-de-Noé est catégorisée commune rurale à habitat dispersé, selon la nouvelle grille communale de densité à sept niveaux définie par l'Insee en 2022.
Elle est située hors unité urbaine. Par ailleurs la commune fait partie de l'aire d'attraction d'Auch, dont elle est une commune de la couronne,. Cette aire, qui regroupe 112 communes, est catégorisée dans les aires de 50 000 à moins de 200 000 habitants,.

### Occupation des sols
L'occupation des sols de la commune, telle qu'elle ressort de la base de données européenne d’occupation biophysique des sols Corine Land Cover (CLC), est marquée par l'importance des territoires agricoles (91,9 % en 2018), une proportion sensiblement équivalente à celle de 1990 (92,1 %). La répartition détaillée en 2018 est la suivante : 
zones agricoles hétérogènes (39,9 %), terres arables (35 %), prairies (17 %), forêts (8,1 %). L'évolution de l’occupation des sols de la commune et de ses infrastructures peut être observée sur les différentes représentations cartographiques du territoire : la carte de Cassini (XVIIIe siècle), la carte d'état-major (1820-1866) et les cartes ou photos aériennes de l'IGN pour la période actuelle (1950 à aujourd'hui).

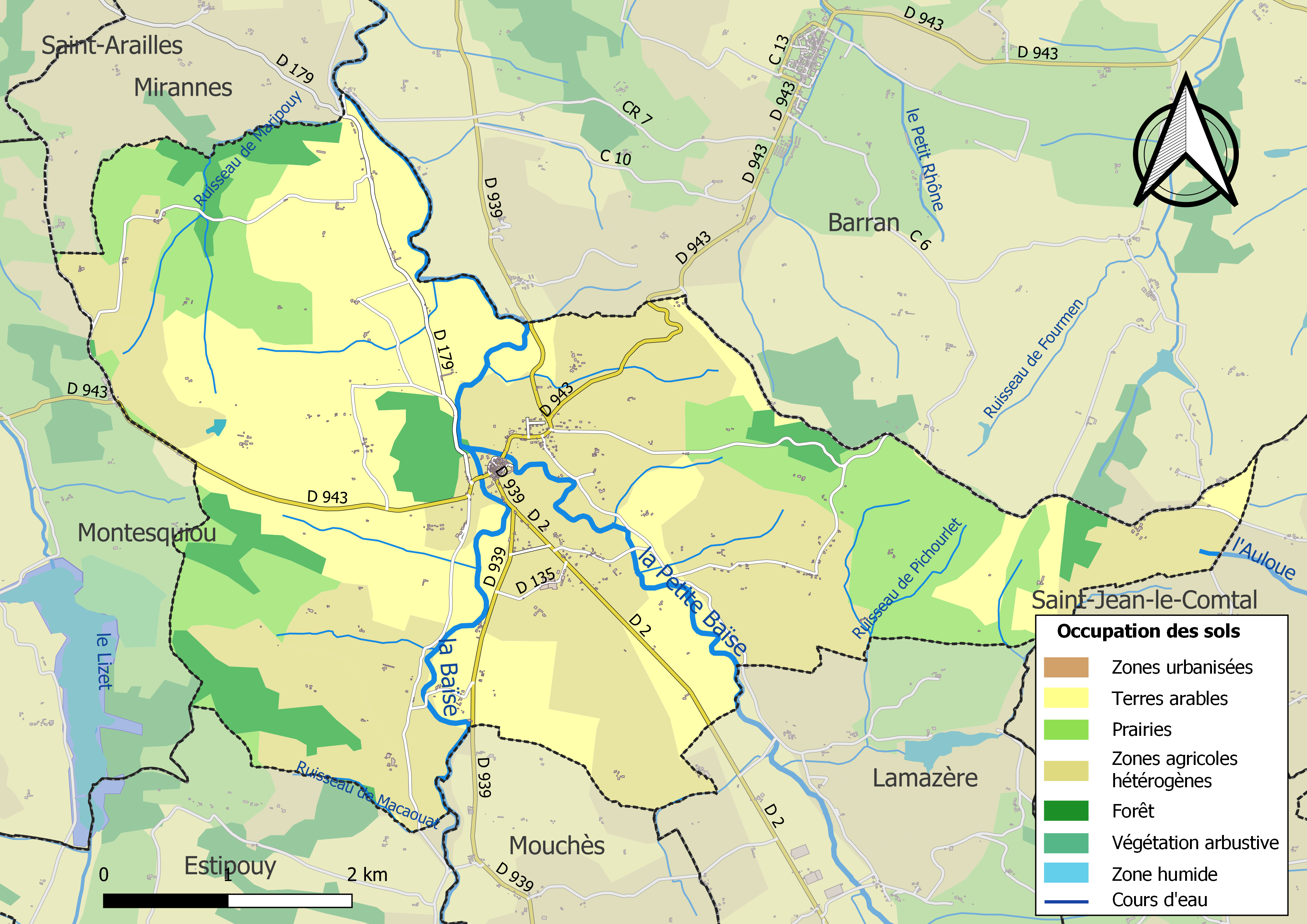
Carte des infrastructures et de l'occupation des sols de la commune en 2018 (CLC).

### Risques majeurs
Le territoire de la commune de l'Isle-de-Noé est vulnérable à différents aléas naturels : météorologiques (tempête, orage, neige, grand froid, canicule ou sécheresse), inondations et séisme (sismicité faible). Il est également exposé à deux risques technologiques, le transport de matières dangereuses et la rupture d'un barrage. Un site publié par le BRGM permet d'évaluer simplement et rapidement les risques d'un bien localisé soit par son adresse soit par le numéro de sa parcelle.

#### Risques naturels
Certaines parties du territoire communal sont susceptibles d’être affectées par le risque d’inondation par débordement de cours d'eau, notamment la Baïse, la Petite Baïse et l'Auloue. La cartographie des zones inondables en ex-Midi-Pyrénées réalisée dans le cadre du XIe Contrat de plan État-région, visant à informer les citoyens et les décideurs sur le risque d’inondation, est accessible sur le site de la DREAL Occitanie. La commune a été reconnue en état de catastrophe naturelle au titre des dommages causés par les inondations et coulées de boue survenues en 1999, 2000 et 2009,.

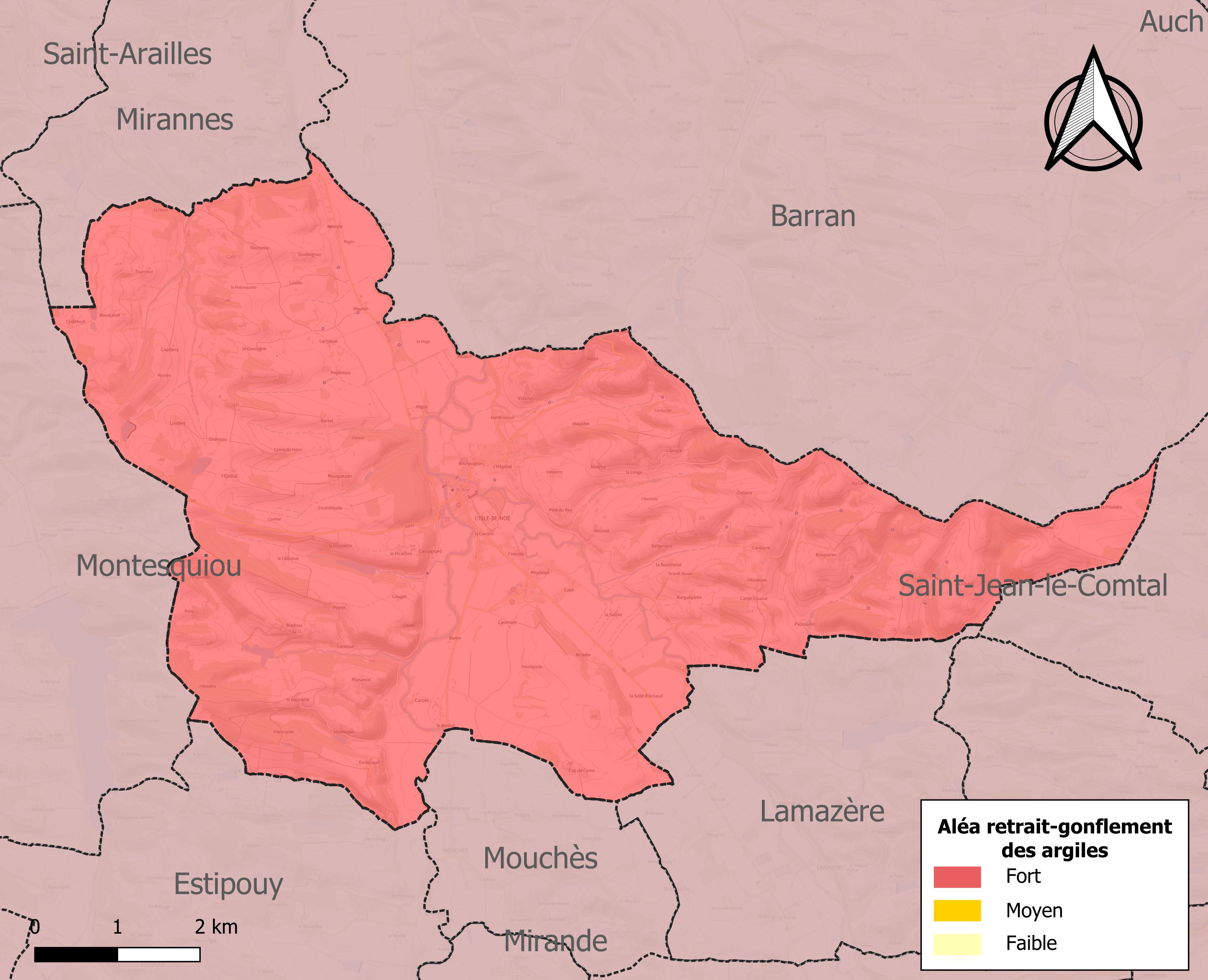
Carte des zones d'aléa retrait-gonflement des sols argileux de l'Isle-de-Noé.

Le retrait-gonflement des sols argileux est susceptible d'engendrer des dommages importants aux bâtiments en cas d’alternance de périodes de sécheresse et de pluie. La totalité de la commune est en aléa moyen ou fort (94,5 % au niveau départemental et 48,5 % au niveau national). Sur les 289 bâtiments dénombrés sur la commune en 2019, 289 sont en aléa moyen ou fort, soit 100 %, à comparer aux 93 % au niveau départemental et 54 % au niveau national. Une cartographie de l'exposition du territoire national au retrait gonflement des sols argileux est disponible sur le site du BRGM,.
Par ailleurs, afin de mieux appréhender le risque d’affaissement de terrain, l'inventaire national des cavités souterraines permet de localiser celles situées sur la commune.
Concernant les mouvements de terrains, la commune a été reconnue en état de catastrophe naturelle au titre des dommages causés par la sécheresse en 1989, 2016 et 2017 et par des mouvements de terrain en 1999.

#### Risques technologiques
Le risque de transport de matières dangereuses sur la commune est lié à sa traversée par des infrastructures routières ou ferroviaires importantes ou la présence d'une canalisation de transport d'hydrocarbures. Un accident se produisant sur de telles infrastructures est en effet susceptible d’avoir des effets graves au bâti ou aux personnes jusqu’à 350 m, selon la nature du matériau transporté. Des dispositions d’urbanisme peuvent être préconisées en conséquence.
La commune est en outre située en aval du barrage de Puydarrieux, un ouvrage de classe A disposant d'une retenue de 14,5 millions de mètres cubes. À ce titre elle est susceptible d’être touchée par l’onde de submersion consécutive à la rupture de cet ouvrage.

## Histoire
L'Isle-de-Noé, anciennement L'Isle-Arbéchan, (Orbechan puis Orbessan, d'après Monlezun) accueillait les pèlerins[Quand ?] dans son hôpital Saint-Jacques. Le chemin[Lequel ?] continuait ensuite par Montesquiou, Pouylebon et Saint-Christaud.
L'Isle-de-Noé abrite le Château de l'Isle-de-Noé, au bord de la Baïse, dont la construction a été achevée en 1756, sous la direction du marquis Jacques-Roger de Noé qui s’était assuré le concours de l’architecte Pierre Racine. Le château, propriété de la commune depuis 1975, monument historique, abrite son école maternelle.
Le château a été habité par le marquis Jacques-Roger de Noé, qui a fait de sa fille Charlotte l'héritière des terres et titres et par le comte de Louis de Noé, né à l'île de Noé (Gers) en 1731, époux de Marie Anne de Bréda gendre de Pantaléon I de Bréda. Son fils Louis-Pantaléon de Noé a affranchi en 1776, sur sa plantation de Saint-Domingue, bien avant la première abolition de l'esclavage en France, François-Dominique Toussaint Louverture, futur leader de la révolution haïtienne qui a abouti à l'indépendance d'Haïti.
La famille de Noé, installée au château après la révolution de Saint-Domingue, conserva durant toutes ces années des liens étroits avec son ancien esclave, dont la canne, aujourd’hui au musée de Mirande, est restée durant des décennies au château devenu propriété communale en 1975.
L'un de ses descendants a donné son nom au "Blé de Noé", blé d'hiver et de printemps, inconnue en France et devenue l'une des plus répandues et des plus appréciées. Il a été présenté dans une notice en 1860 à la Société centrale d’agriculture. Ce blé a été trié dans un lot venant d' Odessa par M. Planté, meunier à Nérac puis transmis à M. Pérès, fermier du marquis de Noé, à l'Ile de Noé, près Mirande (Gers), qui l'a cultivé un des premiers. Cette nouvelle variété a été introduite par M. de Noé dans sa terre de Bréau, en Beauce, d'où elle s'est rapidement répandue dans toute la région.
Appelé « Blé Noé », du nom du Marquis de Noé (Gers) qui le diffusa aussi en Brie, cette céréale attire l'attention de Louis de Vilmorin, qui alors réalise ses premiers travaux généalogiques sur le blé pour obtenir des lignées pures, conservant les mêmes caractères d’une génération à l’autre. Le "blé de Noé" a servi à de nombreux croisements, son point faible étant l'exposition à la "rouille du blé". Louis de Vilmorin met au point la première variété de blé moderne, Dattel, issue du croisement entre deux blés anglais (Chiddam et Prince Albert).

### Héraldique
| Blason | Blasonnement : D'azur à la rivière d'argent posée en fasce, chargée d'une île de sinople. |

## Politique et administration
| Période                                  | Période                    | Identité              | Étiquette | Qualité                         |
| ---------------------------------------- | -------------------------- | --------------------- | --------- | ------------------------------- |
| Les données manquantes sont à compléter. |                            |                       |           |                                 |
| mars 2001                                | mai 2016                   | Patrice Dison         | DVD       | Imprésario Décédé en fonction   |
| juin 2016                                | En cours (au 25 juin 2016) | Jean Jacques Ortholan |           | Agriculteur et artisan Retraité |

## Démographie
| 1793 | 1800 | 1806 | 1821 | 1831  | 1841 | 1846 | 1851 | 1856 |
| ---- | ---- | ---- | ---- | ----- | ---- | ---- | ---- | ---- |
| 710  | 707  | 772  | 783  | 1 007 | 943  | 927  | 920  | 976  |

| 1861 | 1866 | 1872  | 1876 | 1881  | 1886 | 1891 | 1896 | 1901 |
| ---- | ---- | ----- | ---- | ----- | ---- | ---- | ---- | ---- |
| 927  | 898  | 1 003 | 939  | 1 001 | 952  | 906  | 821  | 772  |

| 1906 | 1911 | 1921 | 1926 | 1931 | 1936 | 1946 | 1954 | 1962 |
| ---- | ---- | ---- | ---- | ---- | ---- | ---- | ---- | ---- |
| 765  | 765  | 655  | 629  | 639  | 627  | 625  | 557  | 537  |

| 1968 | 1975 | 1982 | 1990 | 1999 | 2006 | 2008 | 2013 | 2018 |
| ---- | ---- | ---- | ---- | ---- | ---- | ---- | ---- | ---- |
| 567  | 528  | 564  | 490  | 443  | 515  | 535  | 531  | 547  |

| 2022 | - | - | - | - | - | - | - | - |
| ---- | - | - | - | - | - | - | - | - |
| 543  | - | - | - | - | - | - | - | - |

## Économie

### Revenus
En 2018  (données Insee publiées en septembre 2021), la commune compte 224 ménages fiscaux, regroupant 508 personnes. La médiane du revenu disponible par unité de consommation est de 21 100 € (20 820 € dans le département).

### Emploi
|                | 2008  | 2013  | 2018  |
| -------------- | ----- | ----- | ----- |
| Commune        | 6,7 % | 9 %   | 6,5 % |
| Département    | 6,1 % | 7,5 % | 8,2 % |
| France entière | 8,3 % | 10 %  | 10 %  |

En 2018, la population âgée de 15 à 64 ans s'élève à 339 personnes, parmi lesquelles on compte 78,5 % d'actifs (72 % ayant un emploi et 6,5 % de chômeurs) et 21,5 % d'inactifs,. En  2018, le taux de chômage communal (au sens du recensement) des 15-64 ans est inférieur à celui de la France et département, alors qu'en 2008 il était supérieur à celui du département et inférieur à celui de la France.
La commune fait partie de la couronne de l'aire d'attraction d'Auch, du fait qu'au moins 15 % des actifs travaillent dans le pôle,. Elle compte 108 emplois en 2018, contre 122 en 2013 et 120 en 2008. Le nombre d'actifs ayant un emploi résidant dans la commune est de 251, soit un indicateur de concentration d'emploi de 43 % et un taux d'activité parmi les 15 ans ou plus de 58,5 %.
Sur ces 251 actifs de 15 ans ou plus ayant un emploi, 58 travaillent dans la commune, soit 23 % des habitants. Pour se rendre au travail, 84,9 % des habitants utilisent un véhicule personnel ou de fonction à quatre roues, 0,4 % les transports en commun, 2,8 % s'y rendent en deux-roues, à vélo ou à pied et 12 % n'ont pas besoin de transport (travail au domicile).

### Activités hors agriculture

#### Secteurs d'activités
44 établissements sont implantés  à l'Isle-de-Noé au 31 décembre 2019. Le tableau ci-dessous en détaille le nombre par secteur d'activité et compare les ratios avec ceux du département,.
| Secteur d'activité                                                                                        | Commune | Commune | Département |
| Secteur d'activité                                                                                        | Nombre  | %       | %           |
| --- | ------- | ------- | ----------- |
| Ensemble                                                                                                  | 44      |         |             |
| Industrie manufacturière, industries extractives et autres                                                | 6       | 13,6 %  | (12,3 %)    |
| Construction                                                                                              | 6       | 13,6 %  | (14,6 %)    |
| Commerce de gros et de détail, transports, hébergement et restauration                                    | 16      | 36,4 %  | (27,7 %)    |
| Information et communication                                                                              | 1       | 2,3 %   | (1,8 %)     |
| Activités financières et d'assurance                                                                      | 1       | 2,3 %   | (3,5 %)     |
| Activités spécialisées, scientifiques et techniques et activités de services administratifs et de soutien | 4       | 9,1 %   | (14,4 %)    |
| Administration publique, enseignement, santé humaine et action sociale                                    | 5       | 11,4 %  | (12,3 %)    |
| Autres activités de services                                                                              | 5       | 11,4 %  | (8,3 %)     |

Le secteur du commerce de gros et de détail, des transports, de l'hébergement et de la restauration est prépondérant sur la commune puisqu'il représente 36,4 % du nombre total d'établissements de la commune (16 sur les 44 entreprises implantées  à l'L'Isle-de-Noé), contre 27,7 % au niveau départemental.

#### Entreprises et commerces
Les deux entreprises ayant leur siège social sur le territoire communal qui génèrent le plus de chiffre d'affaires en 2020 sont : 
- L'isle Mash, fabrication d'aliments pour animaux de ferme (6 914 k€)
- A 4 Mains Design, hébergement touristique et autre hébergement de courte durée (22 k€)

Quelques commerces sont présents sur la commune.
À dominante agricole, cette dernière accueille toutefois des entreprises de taille notable, notamment dans le domaine de la logistique et de l'animation.

### Agriculture
La commune est dans le « Haut-Armagnac », une petite région agricole occupant le centre du département du Gers. En 2020, l'orientation technico-économique de l'agriculture  sur la commune est la polyculture et/ou le polyélevage.
|               | 1988  | 2000  | 2010  | 2020  |
| ------------- | ----- | ----- | ----- | ----- |
| Exploitations | 49    | 39    | 33    | 23    |
| SAU (ha)      | 2 011 | 1 804 | 1 553 | 1 518 |

Le nombre d'exploitations agricoles en activité et ayant leur siège dans la commune est passé de 49 lors du recensement agricole de 1988  à 39 en 2000 puis à 33 en 2010 et enfin à 23 en 2020, soit une baisse de 53 % en 32 ans. Le même mouvement est observé à l'échelle du département qui a perdu pendant cette période 51 % de ses exploitations,. La surface agricole utilisée sur la commune a également diminué, passant de 2 011 ha en 1988 à 1 518 ha en 2020. Parallèlement la surface agricole utilisée moyenne par exploitation a augmenté, passant de 41 à 66 ha.

## Culture locale et patrimoine

### Lieux et monuments
Château

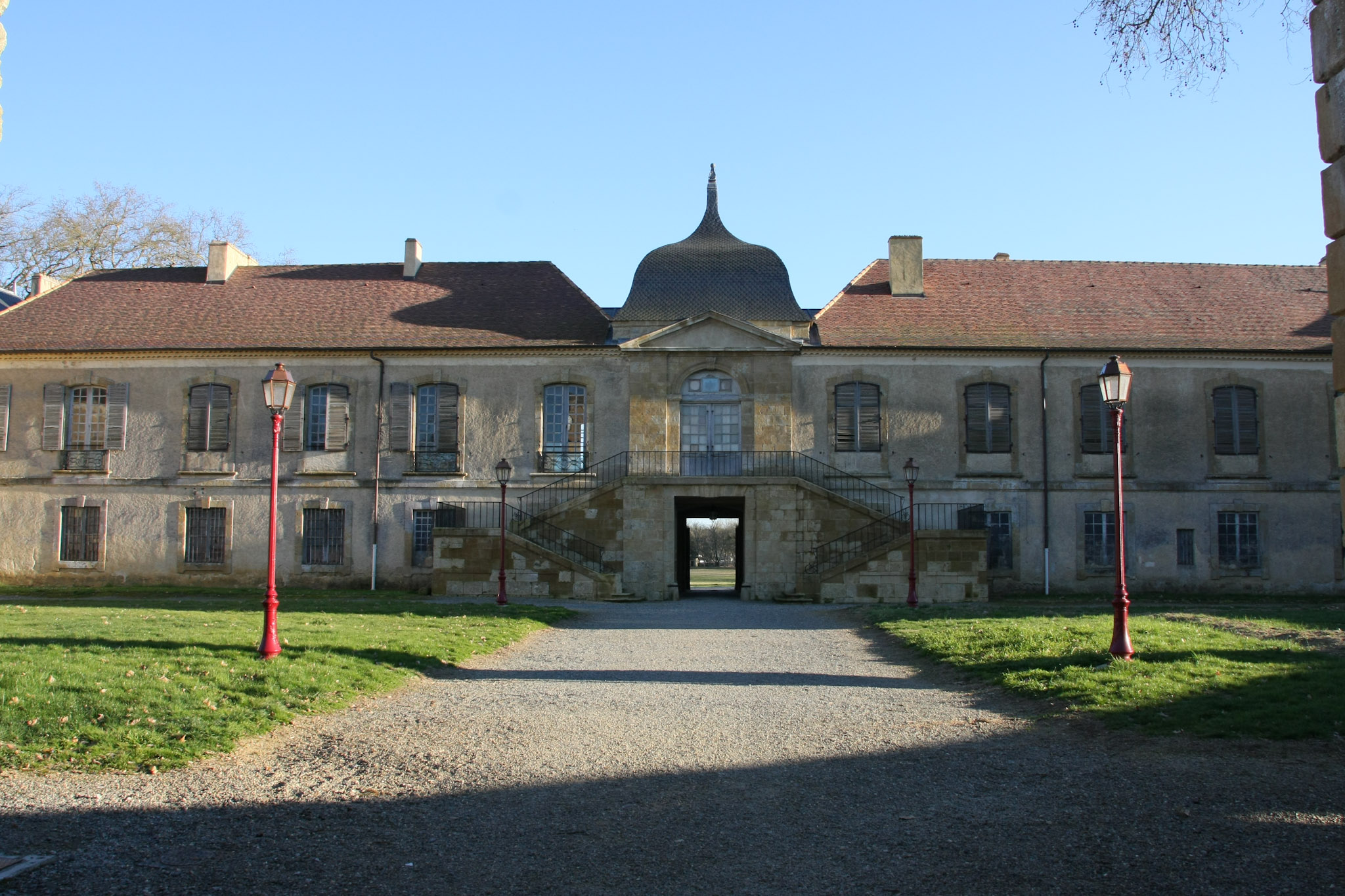
Château de l'Isle-de-Noé face nord-ouest.

Le château a été construit au XVIIIe siècle sur des plans de l'architecte Pierre Racine. Il est ceinturé par un parc de 12 ha. Il abrite le Centre permanent d'initiatives pour l'environnement du Gers (CPIE Pays Gersois) jusqu'en 2017 et une école maternelle. Un bar-restaurant l'occupe en partie.
Églises et chapelle
- L'église Saint-Pierre est un édifice du XIIIe siècle qui a été remanié au siècle suivant[28].
- Église de Carole.
- Chapelle de Soubaignan.

Vestiges gallo-romains
À quelques kilomètres au nord du village, se trouve le pont-barrage gallo-romain de Gelleneuve.

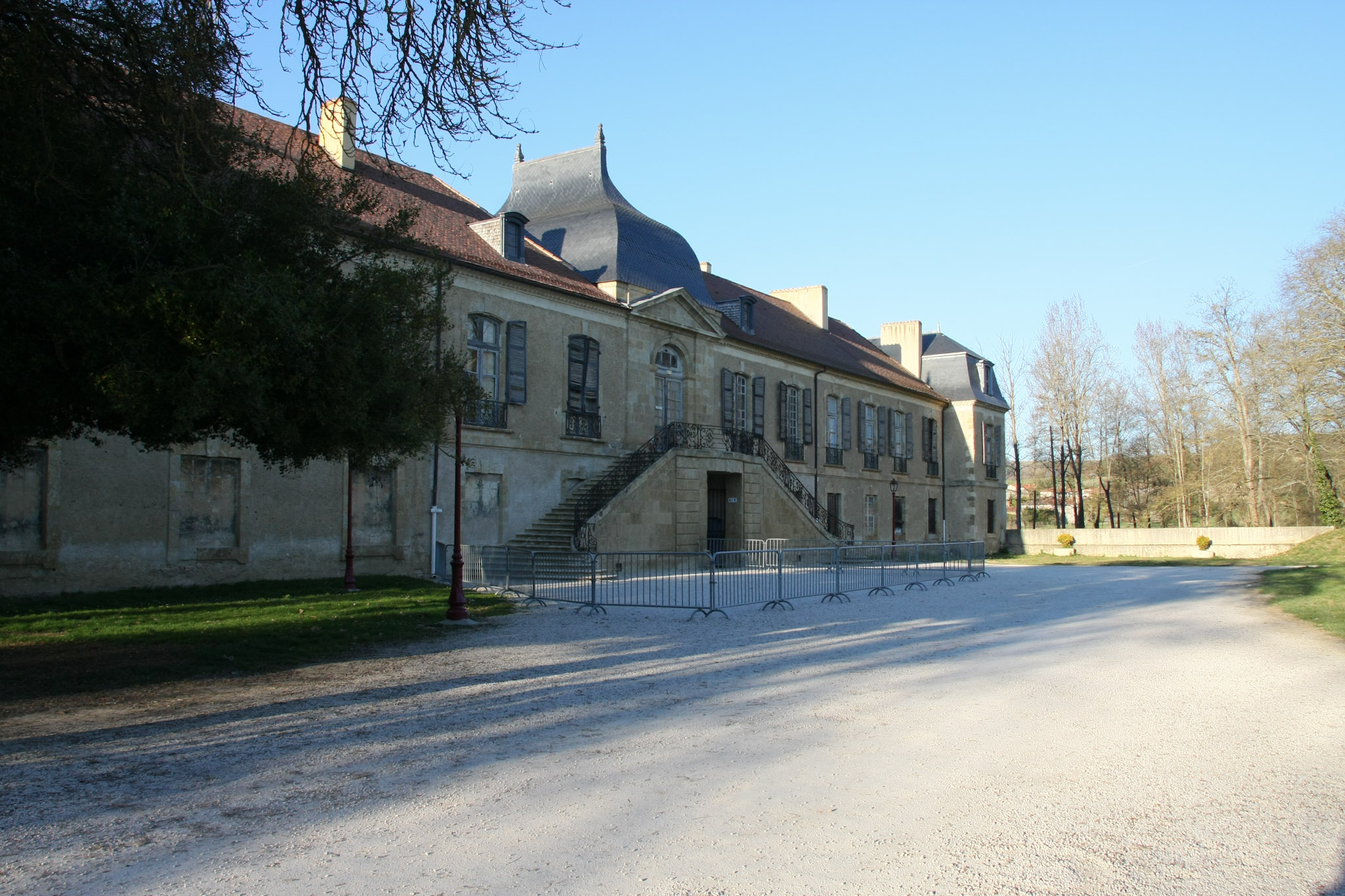
Château de l'Isle-de-Noé face sud-est.
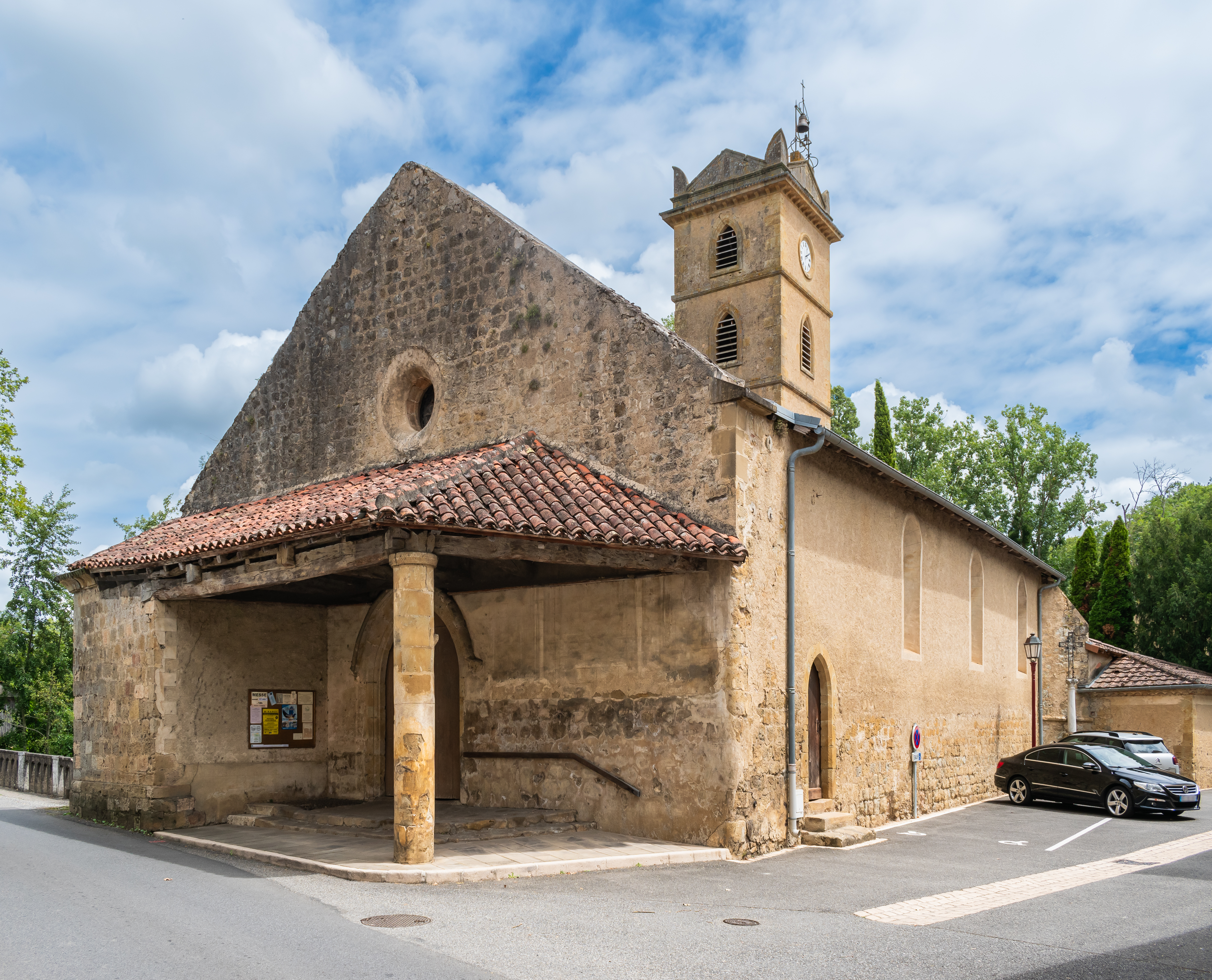
L'église.
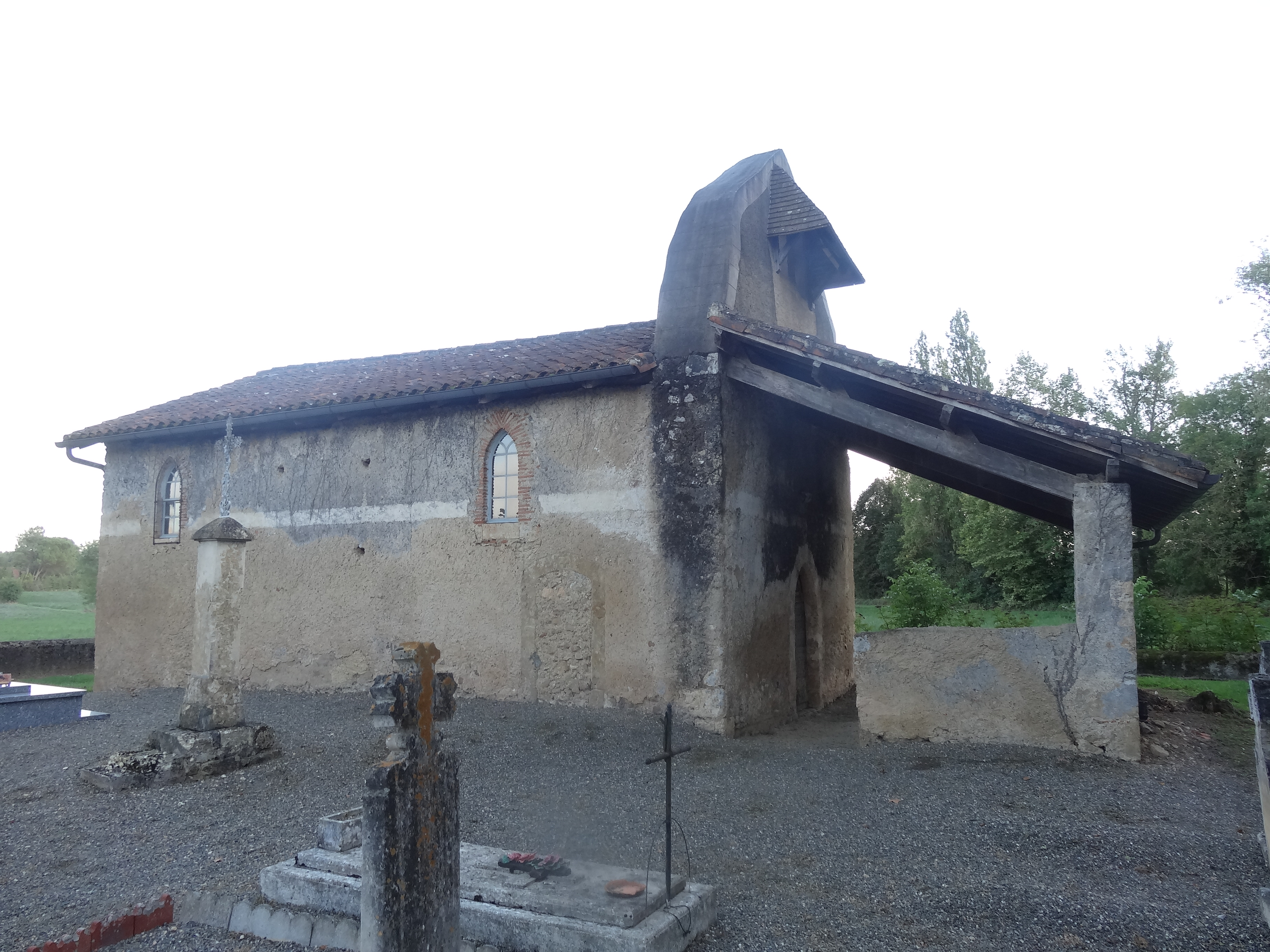
Église de Carole
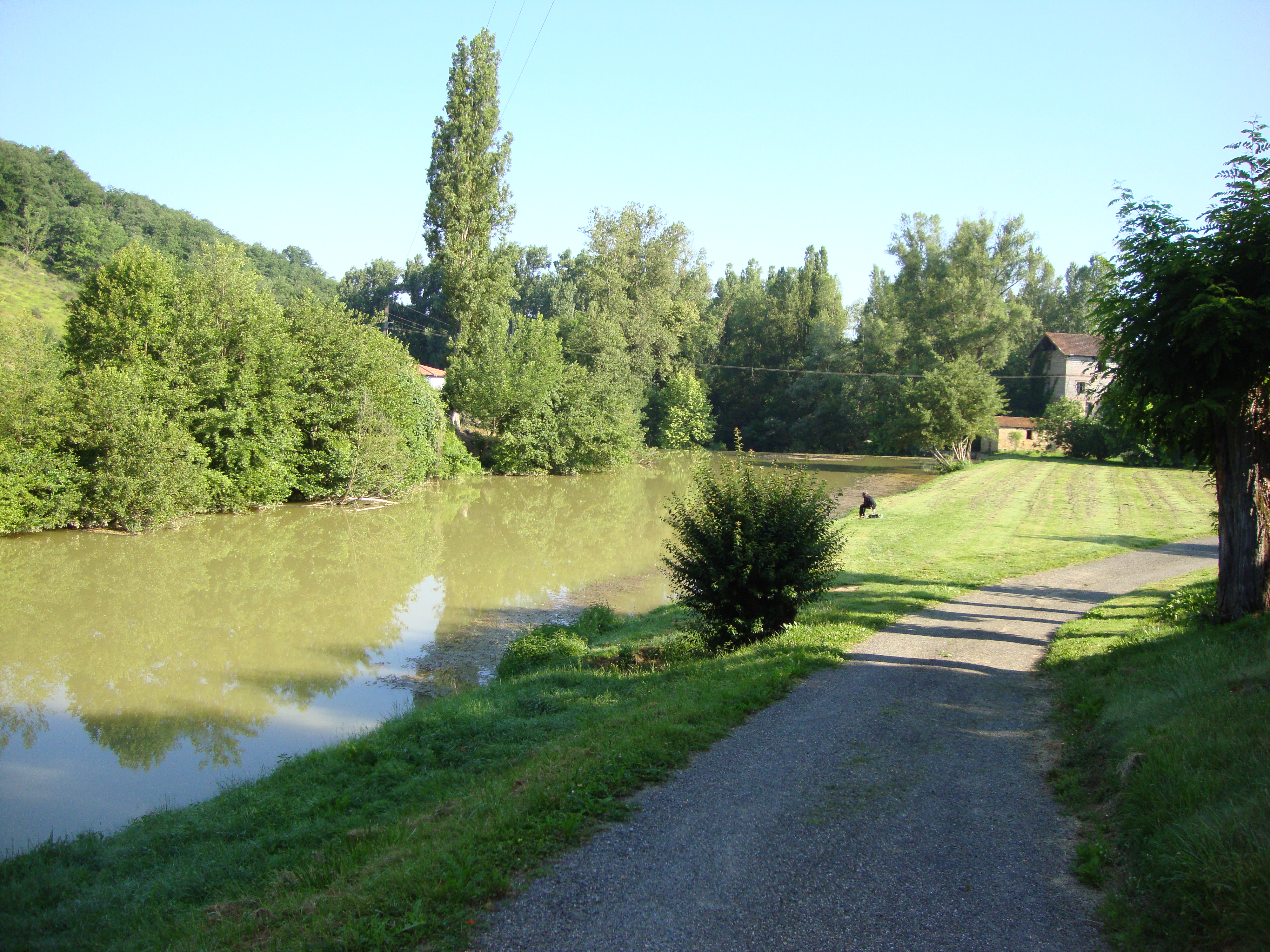
La Grande Baïse.
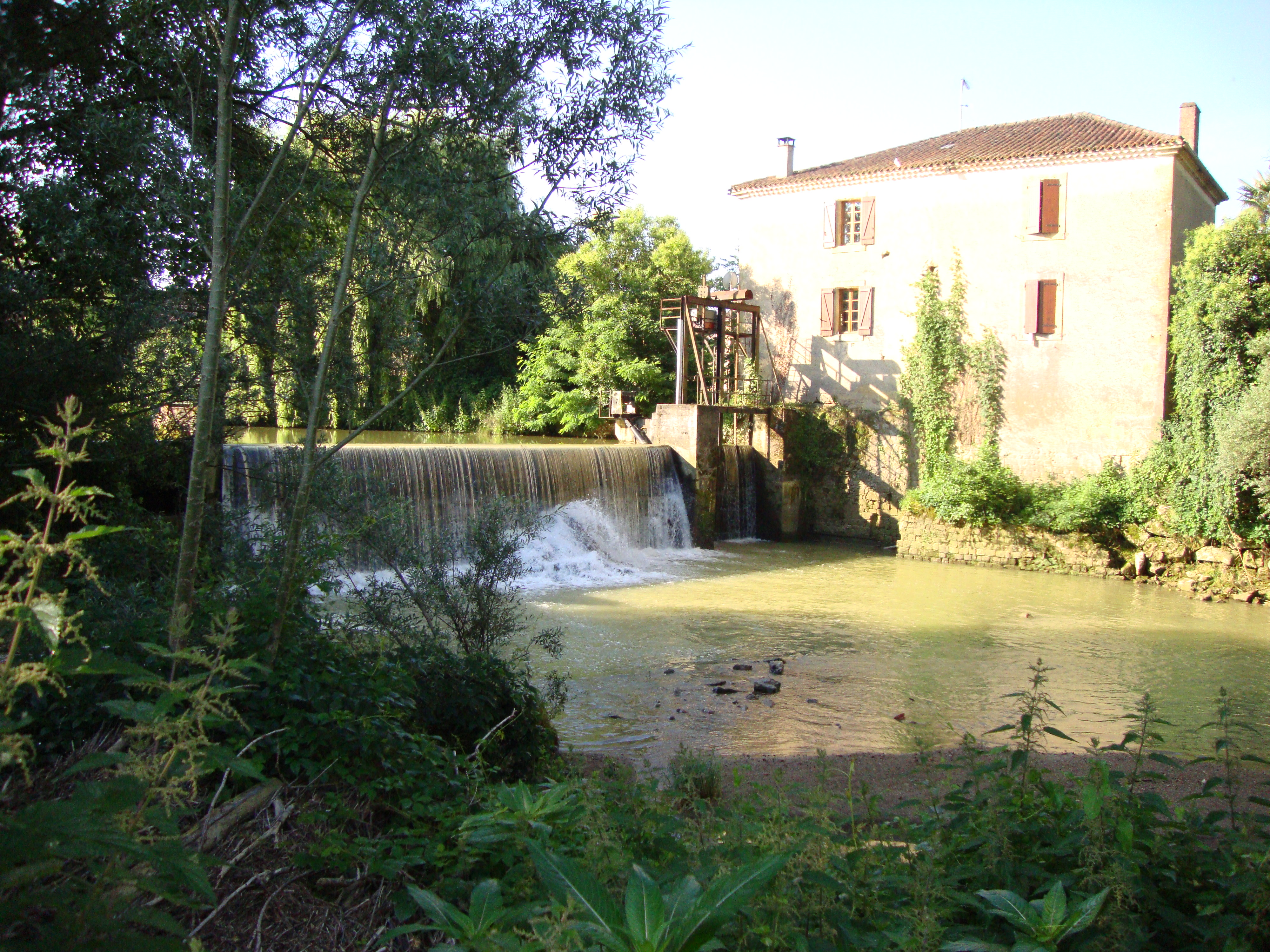
Barrage et moulin sur la Petite Baïse.
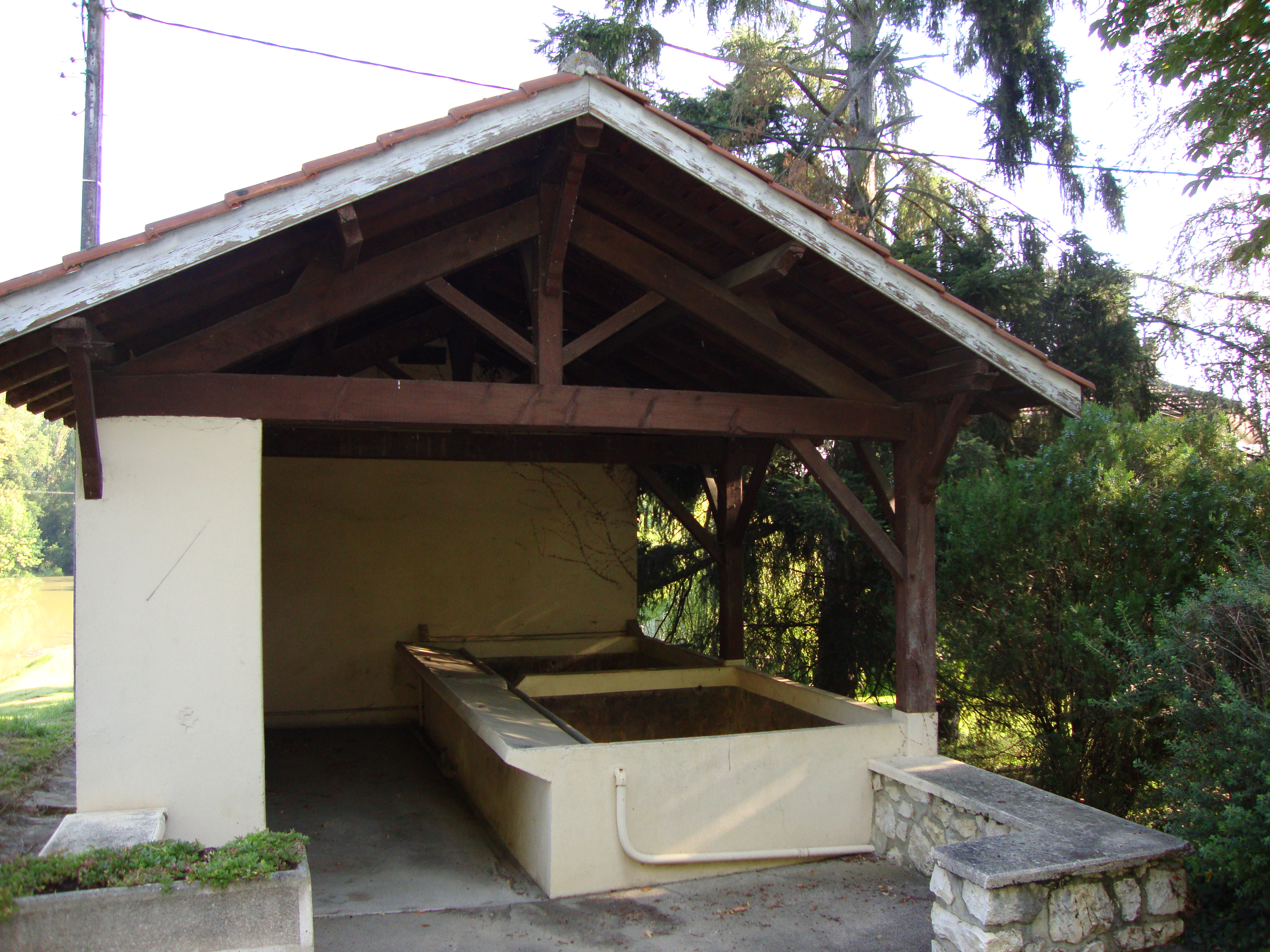
Lavoir.

### Personnalités liées à la commune
- Amédée de Noé, dit Cham (1819 - 1879), dessinateur et caricaturiste du XIXe siècle..